# Julie Strain
Julie Ann Strain (Concord (Califòrnia), 18 de febrer de 1962 - 10 de gener de 2021) va ser actriu estatunidenca i model.

## Biografia
Julie Strain és coneguda sobretot per ser la model de molts artistes com Luis Royo, Olivia De Berardinis, Simon Bisley, Drew Posada, Jon Hul, Boris Vallejo...
També va actuar en sèries B i pel·lícules de terror eròtic. El 2002 va participar en la pel·lícula eròtica lèsbica Thirteen Erotic Ghosts amb Aria Giovanni, Dru Berrymore i Porcelain Twins.
L'any 1993, és designada Penthouse Pet of the Year.

## Filmografia
- 1991: Double Impact de Sheldon Lettich ... Student
- 1992: Witchcraft IV: The Virgin Heart de James Merendino
- 1992: Soulmates de Thunder Levin.... Pretty Woman
- 1992: Kuffs de Bruce A. Evans
- 1993: Bikini Squad de Valerie Breiman
- 1993: Enemy Gold de Christian Drew Sidaris ... Jewel Panther
- 1993: Future Shock
- 1993: Psycho Cop Returns d'Adam Rifkin ... Stephanie
- 1994: The Mosaic Project de John Sjogren
- 1994: The Devil's Pet de Donald G. Jackson
- 1995: Sorceress de Jim Wynorski
- 1996: Day Of The Warrior d'Andy Sidaris ... Willow Black
- 1997: Lethal Seduction de Fred P. Watkins.... Holly
- 1997: Bikini Hotel de Jeff Frey .... Raquel
- 1998: Armageddon Boulevard de Donald G. Jackson.... Queen Bee
- 1999: Vampire Child de Julie Strain
- 1999: Ride with the Devil de Donald G. Jackson
- 2000: Heavy Metal: F.A.K.K.² (vídeo joc) veu i model
- 2000: Heavy Metal 2000 (animació) veu i model
- 2000: Julie Strain's Bad Girls per Simitar Entertainment
- 2001: Julie Strain's Dark Haven 1 de Luc Wylder
- 2001: Julie Strain's Dark Haven 2 de Luc Wylder
- 2001: BattleQueen 2020 de Daniel D'Or ...
- 2001: How to Make a Monster (telefilm) de George Huang
- 2002: Bleed (V) de Devin Hamilton i Dennis Petersen
- 2002: Planet of the Erotic Ape de Lou Vockell
- 2002: .com for Murder de Nico Mastorakis
- 2002: Thirteen Erotic Ghosts de Nicholas Medina
- 2003: Blood Gnome (V) de John Lechago
- 2003: Baberellas de Chuck Cirino
- 2003: Zombiegeddon (V) de Chris Watson
- 2003: Birth Rite (V) de Devin Hamilton
- 2003: Delta Delta Die! (V) de Devin Hamilton
- 2003: Rock n' Roll Cops 2: The Adventure Begins (V) de Scott Shaw
- 2004: Tales from the Crapper (V)
- 2005: Azira: Blood from the Sand de Vinnie Bilancio & Scott Evangelista ... Azira
- 2005: No Pain, No Gain de Samuel Turcotte ... Amazon Beach Goddess
- 2005: Bare Wench: The Final Chapter (TV) de Jim Wynorski... Bare Wench
- 2005: Exterminator City (V) de Clive Cohen
- 2007: Chantal (V) de Tony Marsiglia... Sinister Model
- 2007: The Devil's Muse de Ramzi Abed... Julie
- 2008: The Lusty Busty Babe-a-que (TV) de Jim Wynorski
- 2008: Magus de John Lechago.... Madame Zelda
- 2009: Space Girls in Beverly Hills
- 2011: Dark Dreamers